# NK Kupari
Nogometni klub "Kupari" (NK "Kupari"; "Kupari") je bivši nogometni klub iz Kupara, općina Župa dubrovačka, Dubrovačko-neretvanska županija, Republika Hrvatska. 
 
Boje kluba su bile crvena i bijela.

## O klubu
Početkom 1970.-ih je u Kuparima, koji je tada bio dio naselja Dubrovnik je izgrađeno nogometno igralište na prostoru Vojne ustanove "Kupari", a na njemu je nastupao klub "Astarea", koja je poslije izgradila teren u mjestu Čibača. 1975. godine iz dijela uprave "Astareje" i uz pomoć Vojno ugostiteljske ustanove (VUU) "Kupari" je osnovan NK "Kupari", koji se natjecao u "Općinskoj ligi Dubrovnik". 
 
U veljači 1979. godine dolazi do spajanja "Kupara" i "Astaree", te se klub otad naziva "Župa dubrovačka". 
 
Nogometno igralište u Kuparima je dulje vrijeme bilo nekorišteno, da bi ga od sredine 2010.-ih počeo koristiti klub "NA Libertas" iz Dubrovnika.

## Pregled po sezonama
| sezona    | rang lige | liga                    | dio    | poz.   | klubova u ligi | ut     | pob    | ner    | por    | gol+   | gol-   | bod    | napomene                                     | izvori |
| Kupari    | Kupari    | Kupari                  | Kupari | Kupari | Kupari         | Kupari | Kupari | Kupari | Kupari | Kupari | Kupari | Kupari | Kupari                                       | Kupari |
| --------- | --------- | ----------------------- | ------ | ------ | -------------- | ------ | ------ | ------ | ------ | ------ | ------ | ------ | -------------------------------------------- | ------ |
| 1975./76. | VI.       | Općinska liga Dubrovnik |        | 4.     | 4              | 6      | 2      | 0      | 4      | 8      | 9      | 4      |                                              |        |
| 1976./77. | VI.       | Prvenstvo ONS Dubrovnik |        | 3.     | 7 (8)          | 12     | 7      | 1      | 4      | 40     | 25     | 15     |                                              |        |
| 1977./78. | VI.       | Prvenstvo ONS Dubrovnik |        | 3.     | 8              |        |        |        |        | 36     | 16     | 19     |                                              |        |
| 1978./79. | VI.       | Prvenstvo ONS Dubrovnik |        | (11.)  | 10 (11)        |        |        |        |        |        |        |        | odustali na polusezoni, spajanje s "Astarea" |        |
|           |           |                         |        |        |                |        |        |        |        |        |        |        |                                              |        |
|           |           |                         |        |        |                |        |        |        |        |        |        |        |                                              |        |